# Tudor Minstrel
Tudor Minstrel (1944-1971), est un cheval de course pur-sang anglais. Il fut l'un des meilleurs chevaux européens de l'immédiat après-guerre.   

## Carrière de course
Poulain de grande naissance, élevé en Angleterre par son propriétaire John Arthur Dewar, neveu et héritier du distillateur de whisky Thomas Dewar, Tudor Minstrel est confié au plus grand entraîneur de son temps, Fred Darling, et monté par son alter ego chez les jockeys, Gordon Richards. Il réalise une saison de 2 ans parfaite, qui commence par deux victoires à Bath et Salisbury au printemps, et un premier coup d'éclat au meeting de Royal Ascot dans les importants Coventry Stakes, qu'il remporte par quatre longueurs. Quatre longueurs sanctionnent également sa supériorité dans les National Breeders Produce Stakes en juillet à Sandown, et met fin de manière prématurée à sa saison. À l'issue de celle-ci, il est classé numéro 1 des 2 ans de l'année sur l'échelle des handicapeurs.           
En 1947, Tudor Minstrel fait son retour sur l'hippodrome de ses débuts, Bath, et s'impose facilement, ce qui le confirme dans son statut de favori des 2000 Guinées. Et il fait plus que confirmer ce statut puisqu'il écrase l'adversité de huit longueurs : jamais on avait enregistré un tel écart à l'arrivée des Guinées au 20e siècle. C'est d'autant plus impressionnant que Gordon Richards a ralenti son poulain à l'approche de l'arrivée, laissant les observateurs considérer qu'il aurait gagné de vingt longueurs si son jockey l'avait soutenu. Il n'en faut pas plus pour faire de Tudor Minstrel "le cheval du siècle". Et on le sait, il n'y a pas mieux qu'un cheval du siècle pour causer une surprise du siècle. Celle du 7 juin 1947 a lieu devant 400 000 spectateurs massées dans les tribunes d'Epsom, parmi lesquels le roi George VI. C'est jour de pluie et de froid, jour de Derby. Tudor Minstrel, épouvantail de la course, n'est pas un favori si parfait puisque certains considèrent qu'il manque de tenue et que les 2 400 mètres seront de trop pour lui, malgré ses origines où figurent quelques bons stayers. Mais la confiance règne, et l'on n'hésite pas à écrire que le poulain pourrait gagner ce Derby même en tractant une charrette. Ils avaient tort : le poulain est à la peine dans la ligne droite et s'éteint peu à peu, terminant loin, très loin quatrième à tel point que l'on renonce à compter les longueurs. 2 400 mètres, c'est long.           
Car c'est bien une affaire de tenue, et Tudor Minstrel le prouve en revenant sur sa distance fétiche du mile pour s'imposer facilement dans les St James's Palace Stakes. Et la tenue, ça se joue parfois à peu, quelques centaines de mètres. L'entourage de Tudor Minstrel le constate lors de son deuxième essai sur une distance supérieure au mile, sur les 2 000 mètres des Eclipse Stakes. Le poulain court nettement mieux, mais doit s'incliner face au poulain de l'Aga Khan Migoli, qui n'a pas de problème de distance, lui, puisqu'il a terminé deuxième du Derby et gagnera l'année suivant le Prix de l'Arc de Triomphe. Non, décidément, Tudor Minstrel est un miler et rien d'autre, mais il est le meilleur d'entre eux : il fait ses adieux en septembre par une victoire dans les Knights Royal Stakes, sur le mile, comme à ses plus beaux jours. 
Malgré ses deux défaites dues à ses aptitudes à la distance, l'impression laissée par Tudor Minstrel dans les Guinées demeure. Et Timeform ne s'en remet pas, lui attribuant un rating inouï de 144, qui restera le plus haut de l'histoire jusqu'à ce qu'il soit dépassé vingt ans plus tard par Sea Bird et son 145, puis égalé par les légendaires Brigadier Gerard et Secretariat, et à nouveau supplanté par Frankel, qui met tout le monde d'accord cinquante ans plus tard du haut de son 147. Une telle hiérarchie pose toutefois question, car si Tudor Minstrel était sans aucun doute un crack, le considérer comme l'égal de Brigadier Gerard et Secretariat, et supérieur à un Ribot ou un Mill Reef, semble quelque peu démesuré.   

### Résumé de carrière
| Date        | Hippodrome  | Pays        | Course                           | Distance    | Jockey      | Place       | Écart       | Vainqueur ou deuxième |
| 1942, 2 ans | 1942, 2 ans | 1942, 2 ans | 1942, 2 ans                      | 1942, 2 ans | 1942, 2 ans | 1942, 2 ans | 1942, 2 ans | 1942, 2 ans           |
| ----------- | ----------- | ----------- | -------------------------------- | ----------- | ----------- | ----------- | ----------- | --------------------- |
| Mai         | Bath        | Royaume-Uni | Lands Down Stakes                | 1 000 m     | G. Richards | 1er / 6     | 5           | Wild Level            |
| 31 mai      | Salisbury   | Royaume-Uni | Fall Stakes                      | 1 000 m     | G. Richards | 1er / 5     | 8           | Austere               |
| Juin        | Ascot       | Royaume-Uni | Coventry Stakes                  | 1 000 m     | G. Richards | 1er / 6     | 4           | Patrol                |
| 20 juillet  | Sandown     | Royaume-Uni | National Breeders Produce Stakes | 1 000 m     | G. Richards | 1er / 7     | 4           | Kingsclere            |
| 1957, 3 ans |             |             |                                  |             |             |             |             |                       |
| Avril       | Bath        | Royaume-Uni | Somerset Stakes                  | 1 400 m     | G. Richards | 1er / 3     | 2           | Greek Justice         |
| 30 avril    | Newmarket   | Royaume-Uni | 2000 Guineas                     | 1 600 m     | G. Richards | 1er / 15    | 8           | Saravan               |
| 7 juin      | Epsom       | Royaume-Uni | Derby                            | 2 400 m     | G. Richards | 4e / 15     | loin        | Pearl Diver           |
| Juin        | Ascot       | Royaume-Uni | St James's Palace Stakes         | 1 600 m     | G. Richards | 1er / 11    | 5           | Tite Street           |
| 18 juillet  | Sandown     | Royaume-Uni | Eclipse Stakes                   | 2 000 m     | G. Richards | 2e / 5      | 1 ½         | Migoli                |
| Septembre   | Ascot       | Royaume-Uni | Knights Royal Stakes             | 1 600 m     | G. Richards | 1er / 5     | 1           | Vagabond              |

## Au haras
Tudor Minstrel a bien réussi au haras, donnant un vainqueur de Kentucky Derby, Tomy Lee, en 1959, mais aussi Sing Sing (numéro 1 des 2 ans anglais en 1959), King of the Tudors (Sussex Stakes, Eclipse Stakes), l'Américaine What a Treat (Alabama Stakes, Gazelle Stakes, Beldame Stakes) ou Toro (Poule d'Essai des Poulains). L'une de ses filles est en outre la deuxième mère du grand étalon Blushing Groom et une autre a donné le bon reproducteur Be My Guest. En revanche, si l'on retrouve son nom dans les pedigrees de Celtic Swing ou Ouija Board, via son petit-fils Welsh Pageant, sa descendance en lignée mâle est quasiment éteinte.

## Origines
Tudor Minstrel est, avec Abernant, l'autre super crack issu du champion britannique Owen Tudor, qui remporta durant la guerre les substituts du Derby et de la Gold Cup, lesquels ne pouvaient se dérouler sur leur hippodrome respectifs, réquisitionnés par la guerre. Owen Tudor fut capable de donner des chevaux compétitifs sur un large éventail de distance, comme en témoigne aussi le champion Right Royal, vainqueur du Prix du Jockey Club et des King George VI & Queen Elizabeth Stakes.
L'origine maternelle de Tudor Minstrel est exceptionnelle. Sansonnet, la mère, fut une excellente poulinière puisqu'elle donna un autre classique, Neolight (par Nearco), lauréate des Cheveley Park Stakes, des Coronation Stakes, et qui prit un accessit d'honneur dans les 1000 Guinées. Sansonnet était la sœur de Fair Trial (par Fairway), l'un des bons chevaux de sa génération (Queen Anne Stakes, Select Stakes, troisième des Eclipse Stakes) et surtout un étalon de premier plan, champion sire en 1950 et broodmare champion sire l'année suivante, de The Black Abbot (par Abbot's Trace), vainqueur des Gimcrack Stakes et troisième des Champagne Stakes, et de Riot (par Colorado), qui donna une lauréate des Oaks, Commotion. Lady Juror, la mère de Sansonnet, Fair Trial, The Black Abbot et Riot, avait remporté les Jockey Club Stakes. Nous sommes là au cœur de la fameuse famille 9-c, l'une des plus brillantes de l'histoire du stud, puisque Lady Juror n'est autre que la sœur par Son-In-Law de la championne et jument-base Mumtaz Mahal, à l'origine d'une incomparable lignée de champions.

### Pedigree
| Origines de Tudor Minstrel (GB), mâle bai foncé né en 1944 | Origines de Tudor Minstrel (GB), mâle bai foncé né en 1944 | Origines de Tudor Minstrel (GB), mâle bai foncé né en 1944 | Origines de Tudor Minstrel (GB), mâle bai foncé né en 1944 |
| ---------------------------------------------------------- | ---------------------------------------------------------- | ---------------------------------------------------------- | ---------------------------------------------------------- |
| Père Owen Tudor 1938                                       | Hyperion 1930                                              | Gainsborough                                               | Bayardo                                                    |
| Père Owen Tudor 1938                                       | Hyperion 1930                                              | Gainsborough                                               | Rosedrop                                                   |
| Père Owen Tudor 1938                                       | Hyperion 1930                                              | Selene                                                     | Chaucer                                                    |
| Père Owen Tudor 1938                                       | Hyperion 1930                                              | Selene                                                     | Serenissima                                                |
| Père Owen Tudor 1938                                       | Mary Tudor 1931                                            | Pharos                                                     | Phalaris                                                   |
| Père Owen Tudor 1938                                       | Mary Tudor 1931                                            | Pharos                                                     | Scapa Flow                                                 |
| Père Owen Tudor 1938                                       | Mary Tudor 1931                                            | Anna Bolena                                                | Teddy                                                      |
| Père Owen Tudor 1938                                       | Mary Tudor 1931                                            | Anna Bolena                                                | Queen Elizabeth                                            |
| Mère Sansonnet 1933                                        | Sansovino 1921                                             | Swynford                                                   | John O' Gaunt                                              |
| Mère Sansonnet 1933                                        | Sansovino 1921                                             | Swynford                                                   | Canterbury Pilgrim                                         |
| Mère Sansonnet 1933                                        | Sansovino 1921                                             | Gondolette                                                 | Loved One                                                  |
| Mère Sansonnet 1933                                        | Sansovino 1921                                             | Gondolette                                                 | Dongola                                                    |
| Mère Sansonnet 1933                                        | Lady Juror 1919                                            | Son-In-Law                                                 | Dark Ronald                                                |
| Mère Sansonnet 1933                                        | Lady Juror 1919                                            | Son-In-Law                                                 | Mother In Law                                              |
| Mère Sansonnet 1933                                        | Lady Juror 1919                                            | Lady Josephine                                             | Sundridge                                                  |
| Mère Sansonnet 1933                                        | Lady Juror 1919                                            | Lady Josephine                                             | Americus Girl (famille 9-c)                                |